# Nemzetek vegyes részvételei a 2012. évi téli ifjúsági olimpiai játékokon
A 2012. évi téli ifjúsági olimpiai játékokon olyan versenyszámokat is rendeztek, ahol a részt vevő csapatok tagjai különböző nemzetek sportolóiból álltak.
Amikor egy, különböző nemzetek sportolóiból álló csapat érmet nyert, akkor az eredményhirdetéskor az olimpiai zászlót vonták fel; ha egy, különböző nemzetek sportolóiból álló csapat aranyérmet nyert, akkor az olimpiai himnuszt játszották le.

## Éremtáblázat
Az alábbi éremtáblázat tartalmazza mindazokat a nemzeteket, amelynek valamely sportolója valamilyen érmet nyert olyan csapat tagjaként, amelyben a csapat tagjai különböző nemzetek sportolóiból álltak. Amennyiben egy adott nemzetből több sportoló szerepelt az adott csapatban, akkor is csak egy érem került feltüntetésre az éremtáblázatban.
Összesen 15 nemzet valamely sportolója nyert érmet olyan csapat tagjaként, amelyben a csapatok tagjai különböző nemzetiségűek voltak.
Jelmagyarázat:
| Ausztria (rendező nemzet) |

Sorrend: Aranyérmek száma, Ezüstérmek száma, Bronzérmek száma, Nemzetnév
| Nemzetek sportolói által nyert érmek a 2012. évi téli ifjúsági olimpiai játékokon olyan csapat tagjaként, amelyben különböző nemzet sportolói vettek részt | Nemzetek sportolói által nyert érmek a 2012. évi téli ifjúsági olimpiai játékokon olyan csapat tagjaként, amelyben különböző nemzet sportolói vettek részt | Nemzetek sportolói által nyert érmek a 2012. évi téli ifjúsági olimpiai játékokon olyan csapat tagjaként, amelyben különböző nemzet sportolói vettek részt | Nemzetek sportolói által nyert érmek a 2012. évi téli ifjúsági olimpiai játékokon olyan csapat tagjaként, amelyben különböző nemzet sportolói vettek részt | Nemzetek sportolói által nyert érmek a 2012. évi téli ifjúsági olimpiai játékokon olyan csapat tagjaként, amelyben különböző nemzet sportolói vettek részt | Olimpia  |
| --- | --- | --- | --- | --- | -------- |
| | Ország | Arany | Ezüst | Bronz | Összesen |
| 1. | Dél-Korea (KOR) | 1 | 0 | 3 | 4        |
| 2. | Kína (CHN) | 1 | 1 | 0 | 2        |
| | Nagy-Britannia (GBR) | 1 | 1 | 0 | 2        |
| 4. | Egyesült Államok (USA) | 1 | 0 | 1 | 2        |
| 5. | Fehéroroszország (BLR) | 1 | 0 | 0 | 1        |
| | Japán (JPN) | 1 | 0 | 0 | 1        |
| | Németország (GER) | 1 | 0 | 0 | 1        |
| | Svájc (SUI) | 1 | 0 | 0 | 1        |
| 9. | Ukrajna (UKR) | 0 | 2 | 0 | 2        |
| 10. | Oroszország (RUS) | 0 | 1 | 2 | 3        |
| 11. | Finnország (FIN) | 0 | 1 | 0 | 1        |
| | Norvégia (NOR) | 0 | 1 | 0 | 1        |
| 13. | Franciaország (FRA) | 0 | 0 | 2 | 2        |
| 14. | Ausztria (AUT) | 0 | 0 | 1 | 1        |
| | Kazahsztán (KAZ) | 0 | 0 | 1 | 1        |

## Curling
| Versenyszám  | Arany                                                                  | Ezüst                                                          | Bronz                                                                        |
| ------------ | ---------------------------------------------------------------------- | -------------------------------------------------------------- | ---------------------------------------------------------------------------- |
| Vegyes páros | Michael Brunner · Svájc (SUI) · Nicole Muskatewitz · Németország (GER) | Martin Sesaker · Norvégia (NOR) · Kim Eun-bi · Dél-Korea (KOR) | Korey Dropkin · Egyesült Államok (USA) · Marina Verenich · Oroszország (RUS) |

## Műkorcsolya
| Versenyszám | Arany | Ezüst | Bronz |
| ----------- | --- | --- | --- |
| Csapat      | Jordan Bauth · Egyesült Államok (USA) · Shoma Uno · Japán (JPN) · Eugenia Tkachenka · Fehéroroszország (BLR) · Yuri Gulitski · Fehéroroszország (BLR) | Eveliina Viljanen · Finnország (FIN) · Yaroslav Paniot · Ukrajna (UKR) · Maria Simonova · Oroszország (RUS) · Dmitri Dragun · Oroszország (RUS) | Park So-youn · Dél-Korea (KOR) · Alexander Lyan · Kazahsztán (KAZ) · Estelle Elizabeth · Franciaország (FRA) · Romain Le Gac · Franciaország (FRA) |

## Rövidpályás gyorskorcsolya
| Versenyszám                   | Arany | Ezüst | Bronz |
| ----------------------------- | --- | --- | --- |
| Vegyes nemzetek, 3000 m váltó | Park Jung-hyun · Dél-Korea (KOR) · Lu Xiucheng · Kína (CHN) · Xu Aili · Kína (CHN) · Jack Burrows · Nagy-Britannia (GBR) | Qu Chunyu · Kína (CHN) · Xu Hongzhi · Kína (CHN) · Martya Dolgopolova · Ukrajna (UKR) · Aydin Djemal · Nagy-Britannia (GBR) | Shim Suk-hee · Dél-Korea (KOR) · Yoann Martinez · Franciaország (FRA) · Melanie Brantner · Ausztria (AUT) · Denis Ayrapetyan · Oroszország (RUS) |